# Praia de Mira
Praia de Mira is een plaats (freguesia) in de Portugese gemeente Mira en telt 2985 inwoners (2001).